# Santiago Feliú
Santiago Feliú (La Habana, 29 de marzo de 1962-ibidem, 12 de febrero de 2014) fue un cantautor cubano que perteneció al movimiento Nueva Trova, y llegó a la Novísima Trova encarnada por Carlos Varela, Gerardo Alfonso Morejón, Frank Delgado, Kelvis Ochoa y otros grupos de compatriotas como Pedro Luis Ferrer, Xiomara Laugart o Noel Nicola.

## Niñez y adolescencia
Luego de ser aprendiz de los amigos músicos de su hermano, el también cantautor Vicente Feliú, fue alumno de Silvio Rodríguez.
A sus 13 años conoció artistas de su generación que le acompañarán en escenarios, como Ibrahim Ferrer, Gerardo Alfonso y Fito Páez. Con ellos conoció a los clásicos Beethoven, Vivaldi, Formell («El Mozart de Cuba») e incluso el rock que rechazaba, como Cat Stevens o Bob Dylan.
A los 16 años, comenzó a integrarse al grupo de trovadores. Fue candidato en los espacios de la Nueva Canción. En sus comienzos integró un dúo junto al cantautor cubano Donato Poveda. 
Se casó a los 18 años y sostuvo un matrimonio de ocho meses con Bárbara (a la que dedicó la canción «Para Bárbara»). Tiene un hijo llamado Adriano Feliú con Mónica (a la que también dedicó una canción) en 1996.

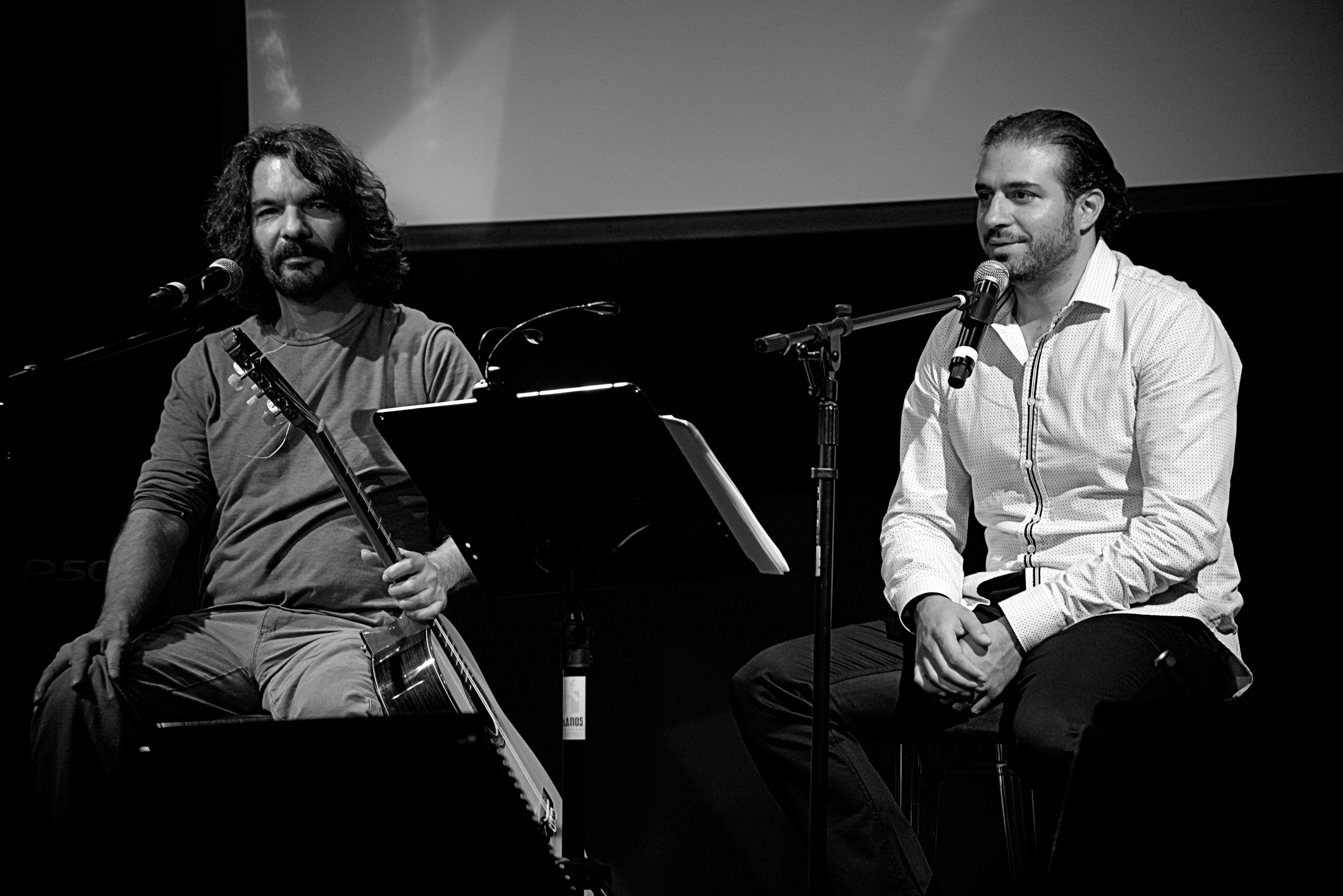
Santiago Feliú (izquierda) y Pacó Álvarez.

## Trayectoria artística
Apodado por algunos como «El Eléctrico», Feliú dio un giro revolucionario al género de la trova por medio de canciones en las que se elabora una guitarra más detallada que la que se usa normalmente como mero acompañamiento; una mezcla más homogénea, por así decirlo, entre la melodía y el esquema del texto ya que este predomina más aún en la trova dado que las «canciones urgentes» de antaño requerían precisamente ser publicadas a ojos y expensas del mundo; eran precisamente demandantemente necesarias.
Se ha presentado junto a grandes exponentes de las dos generaciones de trova como Noel Nicola, Frank Delgado, Luis Eduardo Aute, Luis Pastor, León Gieco, Silvio Rodríguez, Vicente Feliú,entre otros.
Feliú cuenta de la nostalgia que se crea al dejar Cuba, de su personal punto de vista, el abandonar el país por profesión le ha brindado numerosas oportunidades para conocer culturas diversas, cosa que considera esencial; este pensamiento y su conducta desenfadada le conceden otro apodo o frase que hace referencia a él, inclusive plasmada en un libro que describe a Feliú como un «hippie» en el comunismo. Él mismo dice «Cuando fui a las islas Canarias supe de personas que no conocían España; se me hace absurdo y a la vez poético».
Feliú evadió el servicio militar en Cuba, aunque comprobó su vocación por las armas al visitar e informarse de las guerrillas en Latinoamérica como el M-19 o el EZLN (Ejército Zapatista de Liberación Nacional), al que dedica un tributo en uno de sus discos, grabado con Vicente Feliú. Feliú dice que él seguirá apostando a la utopía pues dice que el EZLN «Es la única guerrilla digna que existe».
Santiago Feliú admite ser un adicto al «bajo cero» (la depresión), a toda esa cosa que se arma de la melancolía o el desamor, el meterle lo gris a sus melodías. Sin embargo su lírica no se ausenta de los temas siempre presentes como la vida o el amor, sin embargo, él tiende más a mostrar su ideología de izquierda en temas de política como La ilusión, Rocanrolito de Fulanito y Menganito o En este barrio. Su otra tendencia del bajo cero la encierra, como él dice, en su más reciente obra discográfica: Sin Julieta.
En sus canciones se encuentran enfoques dirigidos tanto al sentido de la vida, al existir humano, a la historia y sus cuestiones como la revolución, la evolución, la guerra o el tiempo mismo.
En mayo de 2013 graba lo que sería su último tema de estudio, "Los Poetas"  un texto del escritor Paco Álvarez que se incluye en el LCD  Manual para Olvidados  donde también colaboran otros escritores y artistas como Luis Eduardo Aute, Tania Libertad, Elena Poniatowska y Jaime Sabines.
El cantautor falleció en La Habana el 12 de febrero de 2014 a causa de un infarto.

## Discografía

### Álbumes de estudio
- 1986: Vida
- 1987: Trovadores
- 1988: Para mañana
- 1991: Náuseas de fin de siglo
- 1997: Ansias del alba (con Vicente Feliú)
- 1999: Futuro inmediato
- 2002: Sin Julieta
- 2002: Entre otros (con Noel Nicola)
- 2010: Ay, la vida
- 2015: Senderos

### Álbumes en vivo
- 1994: Náuseas de fin de siglo
- 1998: A guitarra limpia
- 2000: En vivo
- 2013: Concierto Antológico Volumen II (DVD)

### Álbumes colectivos
- 1989: 19. Festival des politischen Liedes
- 2013: Manual para Olvidados (con Paco Álvarez, Tania Libertad, Luis Eduardo Aute)